# گورو امرداس
گورو امرداس (گرمکوهی:ਗੁਰੂ ਅਮਰ ਦਾਸ) سومین گورو از گوروهای دهگانه آئین سیک بود. با مرگ گورو انگد در سال ۱۵۵۲، امرداس پیشوایی مذهبی و سیاسی سیک‌ها را برعهده گرفت.
گورو امرداس نخستین گوروی سیک بود که رسماً نظام کاست را باطل اعلام کرد و زنان را برابر با مردان دانست.
او رسم ساتی و پرده را نیز ممنوع کرد. شهر گوئیندوال به دستور او در کرانه‌های رود بیاس بنیاد شد.
بیش از نهصد سرود از سرودهای کتاب گرانت صاحب را گورو امرداس سروده است.